# Condado de Towns
El condado de Towns (en inglés: Towns County), fundado en 1856, es uno de 159 condados del estado estadounidense de Georgia. En el año 2000, el condado tenía una población de 9319 habitantes y una densidad poblacional de 22 personas por km². La sede del condado es Hiawassee. El condado recibe su nombre por George W. Towns.

## Geografía
Según la Oficina del Censo, el condado tiene un área total de 446 km² (172,2 mi²), de la cual 432 km² (166,8 mi²) es tierra y 31 km² (12,0 mi²) (3.11%) es agua.

### Condados adyacentes
- Condado de Clay (Carolina del Norte) (norte)
- Condado de Rabun (este)
- Condado de Habersham (sureste)
- Condado de White (sur)
- Condado de Union (oeste)

## Demografía
Según el censo de 2000, había 9319 personas, 3998 hogares y 2826 familias residiendo en la localidad. La densidad de población era de 22 hab./km². Había 6282 viviendas con una densidad media de 15 viviendas/km². El 98.80% de los habitantes eran blancos, el 0.13% afroamericanos, el 0.17% amerindios, el 0.31% asiáticos, el 0.01% isleños del Pacífico, el 0.18% de otras razas y el 0.41% pertenecía a dos o más razas. El 0.72% de la población eran hispanos o latinos de cualquier raza.
Los ingresos medios por hogar en la localidad eran de $31 950, y los ingresos medios por familia eran $37 295. Los hombres tenían unos ingresos medios de $28 657 frente a los $21 813 para las mujeres. La renta per cápita para el condado era de $18 221. Alrededor del 11.80% de la población estaban por debajo del umbral de pobreza.

## Transporte

### Principales carreteras
- U.S. Route 76
- Ruta Estatal de Georgia 17
- Ruta Estatal de Georgia 66
- Ruta Estatal de Georgia 75

## Localidades
- Hiawassee
- Tate City
- Young Harris